# Mairie de Charlottenbourg
La mairie de Charlottenbourg (en allemand : Rathaus Charlottenburg) est le bâtiment qui héberge le bureau du maire ainsi qu'une partie des services municipaux de l'arrondissement de Charlottenbourg-Wilmersdorf à Berlin, en Allemagne. Ce bâtiment monumental, ancien hôtel de ville de la municipalité autrefois indépendante de Charlottenbourg, fut construit entre 1899 et 1905 dans le style de l'historicisme. 

## Localisation
La mairie est située à l'adresse Otto-Suhr-Allee 100, 10585 Berlin-Charlottenbourg, à proximité immédiate de la Richard-Wagner-Platz
La station de métro la plus proche est la station Richard-Wagner-Platz.

## Histoire

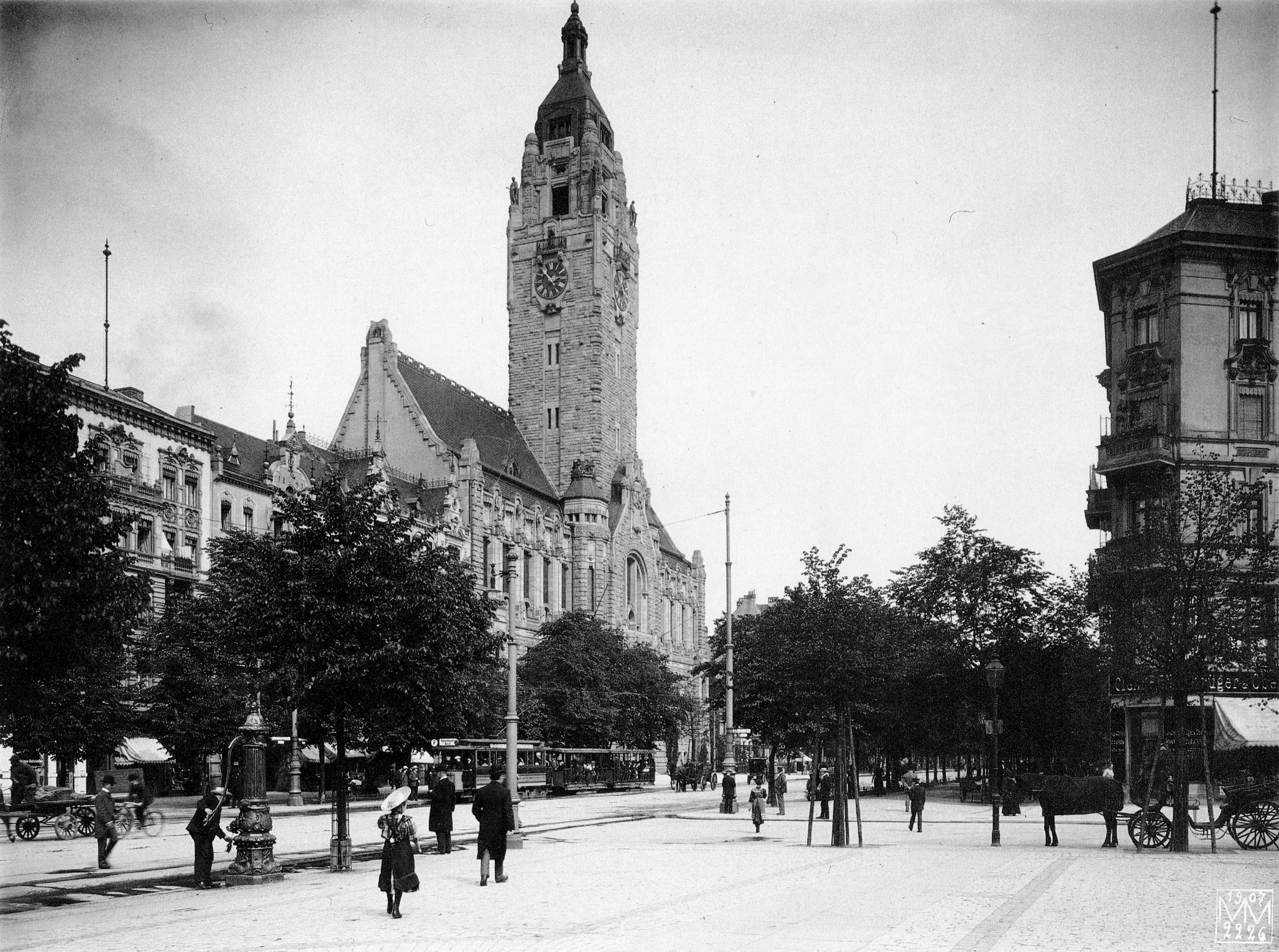
Hôtel de ville de Charlottenbourg (1907).

La construction du bâtiment débuta en 1899, et il fut inauguré en 1905, à l'occasion du 200e anniversaire de la ville de Charlottenbourg.
En 1920, lors du rattachement de la ville au « Grand Berlin », l'hôtel de ville est alors devenu la mairie du district de Charlottenbourg. Il devint ensuite la mairie du nouvel arrondissement de Charlottenbourg-Wilmersdorf à l'occasion des réformes administratives de 2001.

## Architecture
Cet imposant hôtel de ville fut édifié, sous la directive des architectes Heinrich Reinhardt et Georg Süßenguth, afin de montrer l'opulence de la ville de Charlottenbourg.
On peut d'ailleurs noter que la tour, qui culmine à 89 mètres, est plus haute que la coupole du château de Charlottenbourg.
Gravement endommagé pendant les bombardements de la Seconde Guerre mondiale, il fut reconstruit entre 1947 et 1952.

## Administration
Après la fusion du district de Wilmersdorf et du district de Charlottenbourg en 2001, les institutions administratives de l'arrondissement ont été réparties entre les deux mairies. La mairie de Wilmersdorf a perdu son statut de mairie en 2014 et n'héberge plus d'institutions municipales. L'assemblée des délégués d'arrondissement de Charlottenbourg-Wilmersdorf qui y délibérait a déménagé en avril 2013 à la mairie de Charlottenbourg après que des travaux d'aménagement ont été accomplis dans la grande salle de conseil (Sitzungssaal). Les locaux de la mairie de Wilmersdorf sont désormais utilisés pour accueillir des réfugiés.
La mairie de Charlottenbourg est le siège du maire (Bezirksbürgermeister) et du conseil municipal (Bezirksstadtrat) de l'arrondissement. La bibliothèque municipale de Charlottenbourg est située dans l'extension est de la mairie. En outre, un Bürgeramt se trouve non loin du bâtiment, dans la Wilmersdorfer Straße riveraine au centre commercial Wilmersdorfer Arcaden.

### Conseil municipal

Les 55 délégués élus pour la période 2016-2021 et leurs couleurs partisanes respectives :
SPD 15
CDU 13
Grünen 12
FDP 6
AfD 5
Die Linke 4

Le conseil d'arrondissement est nommé par 55 délégués bénévoles élus pour cinq ans. La dernière élection a eu lieu le 18 septembre 2016, en parallèle des élections législatives.
| Conseillers municipaux              | Parti | Délégation                                               |
| ----------------------------------- | ----- | -------------------------------------------------------- |
| Reinhard Naumann, maire             | SPD   | Finances, ressources humaines & développement économique |
| Carsten Engelmann, adjoint au maire | CDU   | Santé & services sociaux                                 |
| Oliver Schruoffeneger               | Grüne | Environnement & urbanisme                                |
| Heike Schmitt-Schmelz               | SPD   | Jeunesse, famille, éducation sport & culture             |
| Arne Herz                           | CDU   | Services généraux                                        |

### Bourgmestres et maires successifs

#### Bourgmestre
- 1705–1713: Frédéric Ier
- 1717–1720: Frédéric-Guillaume Ier
- 1720–1729: Daniel Friedrich Habichhorst
- 1731–1752: Heinrich Witte
- 1752–1753: inconnu
- 1753–1766: E. Weider
- 1766–1775: F. Schomer
- 1775–1788: A. Krull
- 1788–1798: probablement : Directeur de la justice Göring
- 1798–1800: E. Sydow et Göring
- 1801–1822: E. Sydow
- 1822–1842: Geh. Rat von Schulz
- 1842: 00000F. Trautschold
- 1842–1848: G. Alschefski
- 1848–1877: August Wilhelm Bullrich
- 1877–1898: Hans Fritsche
- 1898–1899: Paul Matting
- 1899–1911: Kurt Schustehrus
- 1912–1920: Ernst Scholz (DVP)

#### Maire
De 1921 à 2001, le maire était uniquement le dirigeant administratif et politique du district de Charlottenbourg. À partir de 2001 et la fusion avec le district de Wilmersdorf, le maire dirige l'arrondissement de Charlottenbourg-Wilmersdorf. Pour les maires du district de Wilmersdorf entre 1921 et 2001, se référer à l'article mairie de Wilmersdorf.
| Mandature       | Maire               | Parti      |
| --------------- | ------------------- | ---------- |
| 1921–1924       | Arthur Scholtz      | DVP        |
| 1924–1936       | Karl Augustin       | DVP        |
| 1936–1945       | Hermann Pauschardt  | NSDAP      |
| 05/1945–06/1945 | Walter Kilian       | sans parti |
| 1945–1946       | Paul Genths         | sans parti |
| 1946–1951       | Albert Horlitz      | SPD        |
| 1951–1955       | Ottomar Batzel      | CDU        |
| 1955–1959       | Hans Bruhn          | CDU        |
| 1959–1964       | Kurt Wegner         | SPD        |
| 1964–1971       | Günter Spruch       | SPD        |
| 1971–1979       | Roman Legien        | CDU        |
| 1979–1985       | Eckard Lindemann    | CDU        |
| 1985–1989       | Baldur Ubbelohde    | CDU        |
| 1989–2000       | Monika Wissel       | SPD        |
| 2000—2001       | Andreas Statzkowski | CDU        |
| 2001—2011       | Monika Thiemen      | SPD        |
| depuis 2011     | Reinhard Naumann    | SPD        |